# Tabanus rufimedius
Tabanus rufimedius är en tvåvingeart som beskrevs av Szilady 1926. Tabanus rufimedius ingår i släktet Tabanus och familjen bromsar. Inga underarter finns listade i Catalogue of Life.